# Oszóczki Kálmán
Oszóczki Kálmán (Mezőterem, 1931. december 5. –) erdélyi magyar történész.

## Kutatási területe
Nagybánya és környéke bányászatának története, Nagybánya gazdasági, társadalmi és művelődési fejlődése a középkorban, helységek és intézmények pecsétjei a régi Szatmár megyében.

## Életútja
Középiskoláit Nagykárolyban és Szatmáron végezte (1950), a Bolyai Tudományegyetemen történelem szakos tanári diplomát szerzett (1957). A nagybányai Állami Levéltár főlevéltárosa (1957-91). Első írását a bukaresti Revista Arhivelor közölte (1967).  Szaktanulmányai a Korunk, Marmaţia, Bányavidéki Fáklya, Studii şi Comunicări – Satu Mare, Bányavidéki Új Szó hasábjain jelentek meg.
Társszerzője volt a Levéltárak Főigazgatósága kiadásában román nyelven megjelent máramarosi levéltár-útmutatónak (1974).
Dokumentumokat tárt fel és tett közzé Pintea Viteazulra (Marmaţia I/1971), a nagybányai festőtelep történetére (Bányavidéki Fáklya 1971/3584-93, Rácz Alberttel), a nagybányai fazekascéhre (uo. 1970/ 3270, Balogh Bélával), Szatmár vármegye közigazgatási intézményeinek és városainak pecsétjére (Studii şi Comunicări – Satu Mare V/1981-82) vonatkozólag; megemlékezett Petőfi Sándorról, Teleki Sándorról, Schönherr Gyuláról, Hollósy Simonról.
Levéltáros társával, Balogh Bélával közösen tárták fel a nagybányai középfokú oktatás múltját (Korunk 1970/11), a bányászati oktatás kezdeteit (Bányavidéki Fáklya 1970, 1972) s a nagybányai ötvöscéh tevékenységét a 15-17. században (Művelődéstörténeti tanulmányok, 1979). Kiemelkedő önálló tanulmánya az 1848-49-es szabadságharcról Nagybányán és vidékén (Bányavidéki Új Szó, 1990). Részt vett a nagybányai EMKE-füzetek c. sorozat szerkesztésében. 1995-ben Magyarországra költözött, de megmaradt eredeti kutatási területe mellett, s szülőföldjével tartja a kapcsolatot.

## Köteteiből
- Nagybányai kalauz. Metz Józseffel, Soltz Lászlóval. Nagybánya : Misztótfalusi Kis Miklós Közművel. Egyes., 1993.
- Bányászat és pénzverés a Gutin alatt : Nagybánya és környékének bányászata, ércfeldolgozása és pénzverése 1700 előtt. Balogh Bélával. Miskolc ; Rudabánya: : Miskolci Egyetem Könyvtár - Levéltár - Múzeum, [etc.], 2001.